# Kizette în roz
Kizette en rose – Kizette în roz este un tablou creat, în 1927, de artista plastică poloneză Tamara de Lempicka (născută, Tamara Gorska). Acest ulei pe pânză este portretul fiicei artistei, care stă pe un scaun, cu o carte deschisă în mâna dreaptă, într-o poziție a corpului cu genunchii ridicați spre piept și flexați într-un unghi ascuțit. Mâna stângă a fetei se odihnește comfortabil pe materialul gri, al îmbrăcăminții scaunului. 
Fetița, o blondă cu ochi albastri, de circa zece ani, apare acolo îmbracată într-o rochie albă de vară, cu pliseuri. Unul dintre acestea, aflat lateral, vizibil, are o culoare alb spre roz. Subiectul poartă șosete albe, lungi și doar un pantof alb, în piciorul drept. Ambele șosete, acoperă la fel, picioarele stâng și drept, până aproape de genunchi. Kizette este încadrată strâns și ocupă aproape în întregime, cadrajul vertical dreptunghiular. Rochia are la gât un decupaj triunghiular, frecvent folosit in anii 1920. În fundal, sus, în stânga privitorului și în dreapta fetei, este sugerată imaginea unui peisaj citadin, al unui oraș portuar, cu cladiri înalte și luminate. 

## Scurt istoric
Mama „modelului” Kizette (numele adevărat al fetei este Maria - Christina) fusese artista vizuală Tamara de Lempicka, 
| “ | socialită înveterată și una dintre vedetele în ascensiune ale momentului Art Deco. Tamara s-a alăturat școlii de artă Montparnasse Académie de la Grande Chaumière, la scurt timp după nașterea lui Kizette, învățând pictura de la simbolistul Maurice Denis și cubistul André Lhote și, ca atare, dezvoltând o fuziune elegantă a cubismului neoclasic și [a celui] monumental. Tamara provenea din bani, era frumoasă, iar stilul ei semnătură a făcut ca modelele ei să pară bogate și frumoase. În timp ce primele picturi ale Tamarei au fost cu Kizette și vecina ei, după ce munca ei a fost „descoperită” de jurnaliștii de la Harper’s Bazaar, în timpul Expoziției de Arte Moderne Decorative și Industriale – [ 1926, Paris ], Tamara a devenit globală. | ” |

, 
Citatul aparține realizatorilor site-ului Art Story Project.
Această lucrare, Kizette în roz, care este una din cele cinci lucrări (recunoscute ca existând) ale fiicei Tamarei de Lempicka, a fost achiziționată direct de la artista vizuală, în 1928 și de atunci a fost păstrată continuu la Musée d'Arts, din Nantes, Franța.